# مهند صلاحات
مهند صلاحات كاتب ومخرج فلسطيني مُقيم في العاصمة السويدية إستوكهولم، ويعمل في مجال الإعلام.

## مسيرته
- نائب رئيس مجلس إدارة الجمعية الفلسطينية لحقوق الإنسان (راصد).
- أعدَ وأخرجَ عدداً من الأفلام الوثائقية والتسجيلية من بينها: فيلم تاريخ الصحافة الفلسطينية عبر 120 عام، ألعاب أطفال الحرب، وغيرها من أفلام عرض بعضها على عدد من الفضائيات العربية من بينها فضائية الجزيرة الإخبارية والوثائقية.
- كاتب سيناريو لعدد من الأفلام الروائية والوثائقية، وكذلك المسلسلات الدرامية العربية.
- عمل مسؤولاً إعلامياً ومستشاراً إعلامياً لعددٍ من شركات الإنتاج التلفزيوني العربية، من بينها شركة المركز العربي للخدمات السمعية البصرية التي أنتجت عدداً من الأعمال الدرامية مثل: الحجاج، الاجتياح، دعاة على أبواب جهنم، الطريق إلى كابول وغيرها

كذلك شركة مجموعة المركز العربي الإعلامية وشركاه التي أنتجت مسلسل باب الحارة، وزهرة النرجس، لورنس العرب وغيرها
شركة أرى الإمارات للإنتاج الإعلامي في الإمارات والتي أنتجت كذلك عدداً من الأعمال الدرامية مثل: للخيوط أسرار، كريمة، وغيرها

## مؤلفاته
- كاتب في مجال النقد الأدبي والقصة القصيرة والفكر والفلسفة والسياسة، وكتب في عدد من الصحف والمجلات العربية مثل العرب القطرية، الدستور الأردنية، القدس العربي اللندنية وغيرها[4]

المؤلفات :
(كتاب : الجدل الفكري والفلسفي حول العلمانية ما بين الديني واللاديني/ السليمانية - العراق
- وحيدان في الانتظار : مجموعة قصصية - 2008 / دار فضاءات الأردن
- إلى أربع نساء : مجموعة قصصية - 2009 / دار ناجي نعمان بيروت
- وحيدان في الانتظار مجموعة قصصية - 2009 / باللغة الإيطالية (ميلانو) ترجمة ميريام بوفي
- وحيدان في الانتظار : عمل مسرحي من إخراج محمد بني هاني 2010 / عرض في افتتاح مهرجان المسرح الأردني الدولي
- وحيدان في الانتظار: مجموعة قصصية 2011 - الطبعة الثانية / دار فضاءات الأردن.[5]
- إملأ الفراغ : نص مسرحي ، تم إنتاجه مسرحيا للمخرج محمد بني هاني في الأردن
- على مسرح الحصار: نص مسرحي مونودراما
- جدلية المثقف والسلطة والفقيه / دبي